# Палау на Светском првенству у атлетици на отвореном 2017.
Палау је учествовао на Светском првенству у атлетици на отвореном 2017. одржаном у Лондону од 4. до 13. августа једанаести пут. Репрезентацију Палауа представљао је један атлетичар који се такмичио у трци на 100 метара
,.
На овом првенству Палау није освојио ниједну медаљу, а његов представник је поправио свој најбољи резултат сезоне на 100 метара.

## Учесници
Мушкарци:
- Гвин Уехара — 100 м

## Резултати

### Мушкарци
| Атлетичар   | Дисциплина | Лични рекорд | Предтакмичење | Предтакмичење | Квалификације        | Квалификације        | Полуфинале           | Полуфинале           | Финале               | Финале       | Детаљи |
| Атлетичар   | Дисциплина | Лични рекорд | Резултат      | Место         | Резултат             | Место                | Резултат             | Место                | Резултат             | Место        | Детаљи |
| ----------- | ---------- | ------------ | ------------- | ------------- | -------------------- | -------------------- | -------------------- | -------------------- | -------------------- | ------------ | ------ |
| Гвин Уехара | 100 м      | 11,32        | 11,47 ЛРС     | 7. у гр 4     | Није се квалификовао | Није се квалификовао | Није се квалификовао | Није се квалификовао | Није се квалификовао | 52 / 56 (60) |        |